# Seznam dirkačev Formule 1 (I)
| Dirkač         | Sezone    | Naslovi | Nastopi | Dirke | Pole | Zmage | Stopničke | N. krogi | Točke |
| -------------- | --------- | ------- | ------- | ----- | ---- | ----- | --------- | -------- | ----- |
| Jacky Ickx     | 1967-1979 | 0       | 120     | 114   | 13   | 8     | 25        | 14       | 181   |
| Judži Ide      | 2006      | 0       | 4       | 4     | 0    | 0     | 0         | 0        | 0     |
| Jésus Iglesias | 1955      | 0       | 1       | 1     | 0    | 0     | 0         | 0        | 0     |
| Taki Inoue     | 1994-1995 | 0       | 18      | 18    | 0    | 0     | 0         | 0        | 0     |
| Innes Ireland  | 1959-1966 | 0       | 53      | 50    | 0    | 1     | 4         | 1        | 47    |
| Eddie Irvine   | 1993-2002 | 0       | 148     | 147   | 0    | 4     | 26        | 1        | 191   |
| Chris Irwin    | 1966-1967 | 0       | 10      | 10    | 0    | 0     | 0         | 0        | 2     |